# Hypnose européenne
 (septembre 2015).
L'hypnose européenne est un courant de l'hypnose classique ou thérapeutique.

## Définition
L'hypnose européenne est un courant de l'hypnose classique. En hypnothérapie, l'hypnose européenne se concentre sur les symptômes. Elle est pratique, centrée sur les personnes et les symptômes d'ordre psychique, la modification des habitudes et comportements gênants ou la suppression des souffrances. Elle pourrait être qualifiée d'hypnose « cognitivo-comportementaliste ».

## L'hypnose et l'hypnothérapie aujourd'hui dans le Monde
Les États-Unis sont à l'origine du renouveau de l'hypnose thérapeutique depuis les années 1940. En URSS, de nombreux psychiatres utilisaient l'hypnose dans les cas de dépressions lourdes. Le Portugal, la Belgique et la Grande-Bretagne sont en Europe depuis des décennies précurseurs dans les traitements hypnothérapeutiques. Le grand public français ne se tournera vers l'hypnose thérapeutique qu'au début des années 2000, période à laquelle l'hypnothérapie revient en force en France, propagée par le bouche à oreille des succès thérapeutiques. L'Asie, malgré un développement croissant au Japon, à Hong Kong, Singapour ou certaines métropoles chinoises comme Shanghaï ou Beijing, reste à la traine et l'hypnose thérapeutique s'adresse pour l'instant essentiellement aux expatriés occidentaux et aux classes moyennes locales très occidentalisées.

## Hypnoses européenne, ericksonienne et autres écoles
L'hypnose ericksonienne fondée dans les années 1950 par Milton Erickson qui prétend avoir guéri sa paraplégie par la force de son inconscient est basée sur l'analyse des comportements des grands thérapeutes (Coué, Charcot, Freud…). L'hypnose ericksonienne est une thérapie métaphorique où l'inconscient individuel et collectif (approche de Carl Gustav Jung) du sujet est potentiellement guérisseur. À partir des années 1950, l'hypnose ericksonienne connaît une propagation importante. Mais dès la fin des années 1990, nombreux sont les patients et les thérapeutes qui s'en détournent pour revenir à des pratiques plus directives et plus centrées sur les symptômes et le vécu du patient.
L'hypnose européenne, plus récente, est érigée en « courant » de l'hypnose classique par certains praticiens de la NGH (É.-U.) à la suite d'une série d'articles du psychologue et psychanalyste Jean-Luc Tourenne, élève de Léon Chertok, publiés à New York où il pratique dans les années 1990. Ses théories sur l'importance de la durée et de la profondeur de l'état de transe hypnotique ainsi que sur un ciblage plus pertinent des symptômes sont fondatrices de cette « école ».
Au début du XXIe siècle apparait en Grande-Bretagne « l'hypno-analyse » qui se caractérise par une approche psychanalytique et très freudienne de la pratique de l'hypnose en créant une symbiose de l'analyse verbale sous état hypnotique.